# Farfantepenaeus brevirostris
Farfantepenaeus brevirostris is een tienpotigensoort uit de familie van de Penaeidae. De wetenschappelijke naam van de soort is voor het eerst geldig gepubliceerd in 1878 door Kingsley.